# Svartegöl (Barnarps socken, Småland)
Svartegöl är en sjö i Jönköpings kommun i Småland och ingår i Lagans huvudavrinningsområde.